# Tu-98
Tu-98 – radziecki doświadczalny, naddźwiękowy bombowiec, skonstruowany w połowie lat 50. w biurze konstrukcyjnym Tupolewa. Oznaczenie w kodzie NATO „Backfin”.

## Historia
Tu-98 od początku swojego istnienia nie był przeznaczony do seryjnej produkcji. Samolot powstał jako wynik prac nad skonstruowaniem nowego bombowca osiągającego prędkość naddźwiękową, mającego zastąpić poddźwiękowe Tu-16. Tu-98 zbudowano w 1954 roku, do swojego pierwszego lotu wzbił się rok później (niektóre źródła podają 1956 rok, jako datę pierwszego lotu) a próby zakończono w 1956 roku. W tym samym roku w czerwcu, samolot został pokazany amerykańskiej delegacji pod przewodnictwem generała Nathana Farraguta Twininga na lotnisku wojskowym w Kubince pod Moskwą. Maszyna wywarła duże wrażenie na amerykanach niezdających sobie sprawy, że jest to tylko samolot eksperymentalny. Doświadczenia zdobyte przy projektowaniu Tu-98 zostały wykorzystane w pracach związanych z budową ciężkiego myśliwca przechwytującego Tu-128.

## Konstrukcja
Tu-98 był trzymiejscowym, wolnonośnym średniopłatem o konstrukcji całkowicie metalowej. Napęd stanowiły dwa silniki turboodrzutowe Ljulka AL-7F umieszczone w kadłubie. Wloty powietrza do silników znajdowały się po obu stronach kadłuba, nad oraz przed krawędzią natarcia skrzydła. Skośne skrzydło o obrysie dwutrapezowym, ujemnym wzniosem i cienkim profilem przeznaczonym do osiągania prędkości naddźwiękowych. Na obu płatach (ich wierzchniej części) zamontowano grzebienie aerodynamiczne wymuszające równoległy opływ powietrza względem powierzchni płata. Wiązało się to z faktem, iż w części przykadłubowej, skrzydła miały dużo większą szerokość niż na końcach. Takie ukształtowanie oraz fakt, że były to skrzydła o dużym skosie, powodowały odchylanie strug przepływającego nad płatem powietrza w kierunku jego końcówki, a w efekcie, zaburzenia równowagi podłużnej samolotu. Aby zapobiec temu niekorzystnemu zjawisku, w radzieckich konstrukcjach często stosowano grzebienie aerodynamiczne wymuszające prawidłowy, równoległy opływ. Usterzenie klasyczne, skośne, płytowe stery wysokości bez wzniosu o trapezowym obrysie umieszczone w dolnej części kadłuba.

## Uzbrojenie
Maszyna mogła przenosić około 5000 kg bomb. W ster kierunku wkomponowana była gondola z dwoma działkami NR-23 kalibru 23 mm.